# Liste von Märchen aus Südeuropa
Diese Liste enthält Märchen und Märchen-Sammlungen aus Südeuropa. Für die Hauptliste, siehe Liste von Märchen.
Die Märchen sind geografisch nach Ländern gegliedert. Die Sortierung innerhalb der Länderabschnitte orientiert sich nach Märchensammlern bzw. Autoren sowie nach deren Buchtiteln, sonstigen Werken oder Büchern, in denen deren Märchentexte wiedergegeben werden, wobei die frühesten Ausgaben der Werke angegeben und Doppelungen der Märchen eines Sammlers/Autors vermieden werden sollten.
Die Alternativtitel müssen nicht zwingend den jeweiligen Sammlern zugehörig sein, sondern können auch von unbedeutenden Sammlern oder Aufzeichnern sowie Werken ohne Quellenangabe stammen.

## Italien
Giambattista Basile: Pentameron. 1634/1636.
- Rahmenhandlung des Pentameron
- Das Märchen vom Orco (Lo cunto de l’uerco, auch Der wilde Mann[1])
- Die kleine Myrte (La mortella, auch Der Heidelbeerzweig[1])
- Peruonto (auch Pervonto,[1] vgl. Hans Dumm)
- Vardiello
- Der Floh (Lo polene)
- Die Aschenkatze (La gatta cenerentola)
- Der Kaufmann (Lo mercante)
- Das Ziegengesicht (La facce de crapa, auch Die Frau mit dem Ziegengesicht[2])
- Die hinterlistige Hirschkuh (La cerva fatata, auch Die bezauberte Hirschkuh[1])
- Die geschundene Alte (La vecchia scorticata)
- Petrosinella
- Verde Prato (auch Verdeprato)[1]
- Viola
- Cagliuso
- Die Schlange (Lo serpe)
- Die Bärin (L’orza)
- Die Taube (La palomma)
- Die kleine Sklavin (La schiavottella, auch Die Küchenmagd[1])
- Der Riegel (Lo catenaccio, auch Das Hängeschloß[1])
- Der Gevatter (Lo compare)
- Cannetella (auch Canetella)[1]
- Penta Ohne-Hände (La Penta mano-mozza, auch Das Mädchen ohne Hände[1])
- Viso
- Die weise Liccarda (Sapia Leccarda, auch Sapia Liccarda[1])
- Der Mistkäfer, die Maus und die Grille (Lo scarafone, lo sorece e lo grillo, auch Der Mistkäfer, die Maus und das Heimchen[1])
- Der Knoblauchwald (La serva d’aglie, auch Der Knoblauchgarten[1])
- Corvetto
- Der Dummling (Lo ’ngnorante)
- Rosella
- Die drei Feen (Le tre fate)
- Der Stein des Gockels (La preta de lo gallo, auch Der Hahnenstein[1])
- Die beiden Brüder (Li dui fratielle)
- Die drei Tierkönige (Li tre ri animale, auch Die drei Tierbrüder[1])
- Die sieben Schwarten (Le sette catenelle)
- Der Drache (Lo dragone)
- Die drei Kronen (Le tre corone)
- Die beiden kleinen Kuchen (Le doie pizzelle, auch Die beiden Kuchen[1])
- Die sieben Täublein (Li sette palommielle, auch Die sieben Tauben[1])
- Der Rabe (Lo cuorvo, auch Die Rabe[1])
- Der bestrafte Hochmut (La soperbia casticata, auch Bestrafter Hochmut[1])
- Die Gans (La papara)
- Die Monate (Li mise)
- Pinto Smauto (auch Pintosmalto)[1]
- Der goldene Stamm (Lo turzo d’oro, auch Die goldene Wurzel;[1] vgl. Amor und Psyche)
- Sonne, Mond und Talia (Sole, Luna e Talia, auch Sonne, Mond und Thalia[3])
- Sapia
- Die fünf Söhne (Li cinco figlie, auch Die fünf Brüder[2])
- Ninnillo und Nennella (Nennillo e Nennella, auch Nennillo und Nennella[1])
- Die drei Zitronen (Le tre cetra)

Christian Schneller: Märchen und Sagen aus Wälschtirol, Ein Beitrag zur deutschen Sagenkunde. Wagner, Innsbruck 1867.
- Der Herrgott vom Bäuchlein (El Sioredio dalla panzotta)
- St. Johannes und der Teufel (San Zuam e ’l diavol)
- St. Petrus und seine Schwestern (San Pero e le sue sorelle)
- Die Mutter des heiligen Petrus (La mare de San Pero)
- Cattarinetta
- Das Rothhütchen (El cappelin rosso)
- Die Geschichte von den zwei Schwestern (Cölla döllö doi sores. Fassa.)
- Die zwei Schwestern (Le due sorelle)
- Die zwei Reiter (I due cavallari, vgl. Die beiden Wanderer)
- Die kranke Prinzessin (La principessa ammalata, vgl. Die beiden Wanderer)
- Der Blinde (L’ orbo, vgl. Die beiden Wanderer)
- Einige Hexengeschichten (Alcune storielle delle strie)
- Die Heirat mit der Hexe (Il matrimonio coll’ Angana)
- Die drei Liebhaber (I tre amanti)
- Die drei seltenen Stücke (i tre pezzi rari)
- Das Pfeifchen (Il zufolotto)
- Der Stöpselwirth (L’oste dai cuccai, auch Der Stöpselwirt)
- Die drei Pomeranzen (I tre aranci)
- Die Liebe der drei Pomeranzen (L’amor dei tre aranci; vgl. Die drei Zitronen)
- Der Prinz mit den goldenen Haaren (Quel dalla coda d’oro)
- Der goldhaarige Prinz (Il principe dai capegli d’oro)
- Das Mädchen mit den goldenen Zöpfen (Quella dalle drezze d’oro)
- Die drei Schwestern (Le tre sorelle, vgl. Schneewittchen)
- Aschenbrödel (La zondralora)
- Vom singenden, tanzenden und musicierenden Blatte (La foglia, che canta, che balla e che suona)
- Die drei Schönheiten der Welt (Le tre bellezze del mondo)
- Die drei Tauben (La tre colombe)
- Die drei Fischersöhne (I tre figli del pescador)
- Der Frosch (La rana)
- Der Selleri (El sellem, auch Der Sellerie)
- Die Frau des Teufels (La sposa del diavolo)
- Der Teufel und seine Weiber (II diavolo e le sue spose)
- Zwei für Eine (Due per una)
- Die drei Steinwürfe (Le tre sassate)
- Der Todtenarm (II braccio di morto, auch Der Totenarm)
- Der Schuster (Al tgialgiö. Fassa)[5]
- Der Schuster (El calier)
- Die Königin von den drei goldenen Bergen (La regina delle tre montagne d’oro)
- Der Sohn der Eselin (Al fillomusso. Fassa)[6]
- Das Märchen von der Schlange (La fiaba del biss)
- Die Gevatter (I compari)
- Die drei Gänse (Le tre occhette)
- Graf Martin von der Katze (II conte Martin dalla gatta)
- Der Ring (L’anello)
- Die Empfindlichste (La più delicata)
- Witzige Antworten (Risposte ingegnose)
- Die Bruthenne (La ciocca)
- Das Käslaibchen (La formajella)
- Die drei Räthsel (I tre indovinelli, auch Die drei Raetsel oder Die drei Rätsel)
- Das Mädchen ohne Hände (Quella dai brazzi mozzi)
- Die Greifenfeder (La penna dell’ uccello Sgriffone)
- Hänschen ohne Furcht (Zovanin senza paura)
- Hans der Starke (Zuam dal fort)
- Der starke Hans (Zuam Valent)
- Tarandandò
- Die närrischen Weiber (Le donne matte)
- Turlulù
- Wie Einer fünf Mal ist umgebracht worden (L’uomo, che venne ucciso cinque volte)
- Die Ratte (El pantegam)
- Lustige Geschichten (Storielle da rider)

Giuseppe Pitrè
- Kicherchen I (1887)[7]

Saggio di Fiabe e Novelle popolari siciliane raccolte da Giuseppe Pitrè. Palermo 1873.
- Grattelein, schön Dattelein

Nuovo Saggio di Fiabe e Novelle popolari siciliane raccolte ed illustrate da Giuseppe Pitrè. 1873.
- König Schlaf
- Die goldene Lampe
- Die Mammadràa
- Der Herrscher von Portugal

Fiabe, novelle e racconti popolari siciliani. Vol. I–IV, Palermo 1875.
- Die Sprache der Tiere[8] (auch Die Sprache der Tiere und die neugierige Frau,[9] vgl. Der Jäger und die Schlange)
- Diavolozoppo[10]
- Vom Grafen und seiner Schwester[10]
- Die Erzählung von Man erzählt[7]
- Der Papagei, der drei Märchen erzählt[7]
- Der Basilikumtopf[7]
- Die kluge Catarina[7]
- Der sprechende Bauch[7]
- Weiß-wie-Schnee-rot-wie-Feuer[7]
- Der König von Spanien[7]
- Malvenblüte[7]
- Der König der Liebe[7] (vgl. Amor und Psyche)
- Der Sklave[7]
- Die Alte vom Garten[7]
- Petru der Pächter[7]
- Die Börse, der Mantel und das Zauberhorn[7]
- Der sterbenshungrige Schuster[7]
- Die Kaiserin von Trapezunt[7]
- König von Haspel[7]
- Der kleine Dreizehn[7]
- Die Geschichte von einer Königin[7]
- Die Kaiserin Rusina[7]
- Das Mäuschen mit dem Stinkeschwanz[7]
- Das Mönchlein[7]
- Der Zauberer Vergil[7]
- Die Hebamme der Feenprinzessin[7]
- Sonne, Perle und Anna[7]
- Burdilluni[7]
- Die Blutwurst[7]
- Der Fischer[7]
- Der König von Spanien und der englische Mylord[7]
- Der König von Neapel[7]
- Der Taugenichts[7]
- Die Schöne von den sieben Goldbergen[7]
- Don Giuseppi Birnbaum[7]
- Der klingende Adler[7]
- Die neugierige Frau[7]
- Die Stiefmutter[7]
- Das treue Pferdchen[7]
- Der Löwe[7]

Fiabe e Leggende popolari siciliane raccolte ed illustrate da Giuseppe Pitrè. Palermo 1888.
- Der Räuber
- Die drei Hunde
- Die beiden verzauberten Tauben
- Donna Peppa und Donna Tura
- Das schöne Mädchen
- Das Vöglein
- Kicherchen II

Novelle popolari toscane. I, Rom 1941.
- Die Hexe Maga[3] (auch Die Maga)[11]
- Die drei Hunde[3]
- Die Prinzessin im Apfel[3]
- Soldatino[3]
- Der Teufel im Mönchsgewand[3]
- Die drei getreuen Jäger[3]
- Das Milchmädchen[3]
- Das Goldpantöffelchen[11]
- Die Mutter Oliva[11]

Paul Heyse: Italienische Volksmärchen. Lehmann, München 1914.
- Margheritina
- Die Bärtige
- Geppone
- Die drei Schwestern (vgl. De drei Vügelkens)
- Granadoro
- Die Granatäpfel
- Cric und Croc
- Die goldene Säule
- Das Aschenbrödel
- Fortuna
- Der genarrte Tod
- Königin Angelica
- Das kluge Mädchen (auch Die kluge Bauerntochter[2], vgl. Die kluge Bauerntochter)
- Der Florentiner
- Die zwölf Ochsen
- Die Insel der Glückseligkeit
- Die Sprache der Tiere (vgl. Die drei Sprachen)
- Die Affen
- Oraggio und Bianchinetta
- Der Kupferschmied
- Fiorindo und Chiara Stella
- Die drei Orangen
- Das Märchen vom Schlaf
- Die beiden Buckligen
- Das schwarze Ei von Luigi Capuana

Italo Calvino: Italienische Märchen. Manesse-Verlag, Zürich 1975.
- Giovanni Ohnefurcht
- Leib-ohne-Seele
- Der Schäfer, der nicht grösser wurde
- Des Grafen Bart
- Das Mädchen, das mit den Birnen verkauft wurde
- Der Prinz als Kanarienvogel
- Die Leute von Biella sind Dickschädel
- Das Land, wo man niemals stirbt
- Der Prinz als Krebs
- Das Büblein im Sack
- Das Hemd des zufriedenen Menschen
- Eine Nacht im Paradies
- Der Zauberring
- Die Kunst der Faulheit
- Schönstirn
- Der bucklige Tabagnino
- Bellinda und das Ungeheuer
- Der Sohn des Kaufmanns von Mailand
- Das Affenschloss
- Das verzauberte Schloss
- Büffelkopf
- Die Tochter des Sonnengottes
- Der Florentiner
- Das Geschenk des Nordwinds
- Das Apfelmädchen
- Petersilchen
- Kicherling und der Ochse
- Das Wasser im Körbchen
- Vierzehn
- Hahn Kristall
- Der Soldat aus Neapel
- Cicco Petrillo
- Die Liebe zu den drei Granatäpfeln oder Weiss wie Milch, rot wie Blut
- Giuseppe Ciufolo, der die Flöte blies, wenn er nicht auf dem Feld hackte
- Bucklig, lahm und einen krummen Hals
- Die falsche Grossmutter
- Krick, Krock und Hakenklau
- Der erste Degen und der letzte Besen
- Hau-ruck, mein Esel, Dukaten spuck!
- Liombruno
- Die drei Waisenkinder
- Der handgemachte König
- Cola Fisch
- Dattelzweig – schöner Dattelzweig
- Pechvogel
- Herr der Erbsen und der Bohnen
- Der Sultan mit der Krätze
- Rosmarina
- Hinketeufel
- Jesus und der heilige Petrus in Sizilien
  - Steine in Brot
  - Die Alte im Backofen
  - Eine Legende, welche die Diebe erzählten
  - Der Tod in der Flasche
  - Die Mutter des heiligen Petrus
- Die Uhr des Barbiers
- Die Schwester des Grafen
- Eine Königin heiratet einen Räuber
- In die weite Welt verschlagen
- Ein Schiff beladen mit …
- Der Königssohn im Hühnerstall
- Das Kälbchen mit den goldenen Hörnern
- Die Alte vom Kohlfeld
- Die Königstochter mit den Hörnern
- Giufà
  - Giufà und die Gipsstatue
  - Giufà, der Mond, die Diebe und der Richter
  - Giufà und die rote Mütze
  - Giufà und der Weinschlauch
  - Esst, meine erbärmlichen Lumpen!
  - Giufà, zieh die Tür hinter dir zu!
- Der Mann, der den Banditen das Geld stahl
- Der heilige Antonius bringt den Menschen das Feuer
- Der März und der Schäfer
- Fahre in meinen Sack!

- Die Geschichte von den Gänslein[8]
- Cola Pesce[8]
- Von dem frommen Kinde[10]

Weitere Sammler
Piovano Arlotto: Die Schwänke und Schnurren des Pfarrers Arlotto. Berlin 1910.
- Mit dem Klang des Geldes bezahlt
- Vorher oder nachher?
- Wer hängt der Katze die Glocke um?

Arrigo Balladoro
Folklore veronese. Verona 1900.
- Der heilige Josef und sein Verehrer

Lares. Verona 1912.
- Das Land, wo man nie stirbt

Domenico Giuseppe Bernoni: Fiabe popolari veneziane. Venezia 1873.
- Der verhexte Ring

A. Berselli
- Zio Pepe
- Der hilfreiche Bär

Gino Bottiglioni: Leggende e tradizioni di Sardegna. Genève 1922.
- Unsere Frau d´Itria[15]
- Fra Ignazio[10]
- Der heilige Antonius bringt den Menschen das Feuer[10]

Carraroli
- Die silberne Nase

Eugenio Cirese: Tempo d’allora. Figure, storie e proverbi. Campobasso 1939.
- Die Feldmaus und die Stadtmaus

Domenico Comparetti: Novelline popolari italiane. Ermanno Loescher, Torino 1875.
- Der Papagei[3]
- Der Königssohn, der seine Frau durch eine Schleuder findet[3]
- Der Drache[3]
- Die schöne Rosenblüte[3]
- Der Glücksschäfer[3]
- Die drei Schwestern[3]
- Goldfaden[3]
- Die goldene Kugel[3]
- Die Sonnenprinzessin[3]
- Das Mädchen Schön-von-Gestalt[3]
- Das goldene Haar[3]
- Die verwunschenen Affen[3]
- Triefauge[3]
- Die Granatäpfel[11]
- Die Düstere Wolke[11]
- Die Königin Angelica[11]

Antonio De Nino: Usi e costumi abruzzesi. Firenze 1883.
- Die falsche Großmutter

Anton Francesco Doni: Tutte le Novelle, Lo Stufaiuolo, commedia, e La mula e la chiave, dicerie. Nuova edizione. Milano: G. Daelli 1863.
- Die drei Buckligen

Gennaro Finamore: Tradizioni popolari abruzzesi. Lanciano 1882/1885.
- Weiß-wie-Milch-und-rot-wie-Blut
- Der Waldkönig

Ser Giovanni Fiorentino
- Die verleumdete Königin

Giuseppe Gigli: Superstizioni, pregiudizi e tradizioni in Terra d’Otranto. Firenze 1893.
- Die Frau unter den Sirenen

Laura Gonzenbach: Sicilianische Märchen. 2 Bände, Leipzig 1870.
- Die Geschichte vom Spadonia[15]
- Vom Räuber, der einen Hexenkopf hatte[10]
- Autumunti und Paccaredda (auch Von Autumunti und Paccaredda)[10]
- Von der Tochter der Sonne[10]
- Der goldene Löwe[10]
- Die Geschichte von Sorfarina[10]
- Die Zwillingsbrüder (auch Von den Zwillingsbrüdern)[10]
- Das kluge Mädchen[10]
- Von der Schlange, die für ein Mädchen zeugte[10]
- Vom frommen Jüngling, der nach Rom ging[10]
- Die Geschichte von San Japicu[10]
- Vom grünen Vogel[8]
- Zaubergerte, Goldesel und Knüppelchen schlag zu[8]
- Die Geschichte vom mutigen Mädchen[8]
- Von der schönen Cardia[8]
- Von Maruzzedda[8]
- Von der Schwester des Muntifiuri[8]
- Die beiden Fürstenkinder von Monteleone[8]
- Die Geschichte von Pezze e Fogghi[8]
- Die Geschichte vom Kaufmannssohne Peppino[8]
- Die Geschichte von Tobià und Tobiòla[8]

Vittorio Imbriani: La novellaja fiorentina. Fiabe e novelline stenografate in Firenze. Livorno 1877.
- Der König im Korbe[8]
- Das sprechende Vöglein[11] (auch Vogel Leuchtendgrün,[9] vgl. De drei Vügelkens)
- König Schwein[11]
- Der Hecht[11]
- Prezzemolina – Petersilchen[11]
- Der geizige König[11]
- Die drei Brüder[11]
- Die Mörder[11]

Felix Karlinger: Sammlung Karlinger.
- Vom Riesen, der ein Auge auf der Stirn hatte[8]
- Die Geschichte von dem Prinzen, der eine Prinzessin befreite[8]
- Das Geheimnis der Schlange[8]
- Der Sohn des Kaufmanns[8]
- Der Orco als Pate[8]
- Der Bär und die zwei Gevatterinnen[8]
- Der blaue Drache[8]
- Die beiden Alten, die alles wußten[8]
- Comte Arnau[8]
- Geschichte von einem Mann, der sich für tot hielt[8] (vgl. Der Mann, der Bäume stutzte)
- Die Legende von den drei heiligen Frauen[15]
- Die Geschichte von dem Mädchen, das Itria hieß[15]

Hermann Knust: Italienische Märchen.
- Das Kind der Geschwister
- Die vier Königskinder
- Der Kaufmannssohn aus Genua

Carlo Lapucci: Fiabe toscane scelte e trascritte da Carlo Lapucci, presentate da Mario Luzi. Milano: A. Mondadori 1984.
- Campriano
- Meister Prospero und die drei Gaben des Herrn

Francesco Mango: Novelline popolari sarde. Palermo 1890.
- Der Bär und die drei Schwestern (vgl. Die Schöne und das Biest)
- Der Fischer und der Teufel
- Der Herr und der Knecht

Ciro Marzocchi: Novelle popolari senesi raccolte da Ciro Marzocchi, 1879.
- Cristina und das Ungeheuer
- Prezzemolina – Petersilchen
- Die Puppe

Girolamo Morlini: Die Novellen Girolamo Morlinis. München 1908.
- Von einer Mutter, die ihren Sohn ausgesandt hat, um einen guten Tag zu suchen (1520)
- Die drei Brüder (vgl. Die vier kunstreichen Brüder)

Fabio Mugnaini: …Da rraccontassi a vveglia
- Die Ziege Mangolla
- Die hundert Hasen
- Mazzasprunìgliola – Mäusedornzweiglein

Gherardo Nerucci: Sessanta Novelle popolari montalesi. Firenze 1880.
- Giovannino ohne Furcht
- Das Märchen von den Affen
- Caterina

Idelfonso Nieri: Cento racconti popolari lucchesi. Livorno: R. Giusti 1906.
- Die drei Wünsche (vgl. Die törichten Wünsche)

Fernando Palazzi: Enciclopedia della fiaba. Vol. I, Milano 1959.
- Die Königin des Meeres

G. Papanti: Catalogo dei novellieri italiani in prosa. 2 Vol. Livorno 1871.
- Die vier kunstreichen Brüder

Pecorone
- Die Diebe in der Schatzkammer des Dogen von Venedig
- Der goldene Adler

Pietro Pellizzari: Fiabe e canzoni popolari del contado di Maglie in Terra d’Otranto. Maglie 1881.
- Die drei Zaubergaben
- Das Märchen von den Katzen

Maria Luigia Rossi: L’aneddoto di tradizione orale nel comune di Subbiano. Firenze 1987.
- Die Ziege hat Junge gekriegt
- Gosto und Mea

Franco Sacchetti
- Der Bauer und des Königs Falke[3]
- Fürst und Abt[11]
- Der Bursche und der Wolf[11]
- Der bestohlene Blinde[11]

Giovanni Sercambi: Il Novelliere. A cura di Luciano Rossi. Tomo 13. Rom: Salerno Editrice 1974.
- Von der flatterhaften Frau
- Von Salomon und den beiden Dirnen und ihren Söhnlein

Giovanni Francesco Straparola: Tredeci piacevoli notti. 2 Teile, Venezia 1550/1554.
- Der Meisterdieb
- Das Mädchen im Schrein
- Die Sirene des Meeres
- Der Waldschrat
- Das tanzende Wasser, der singende Apfel und der leuchtend-grüne Vogel (vgl. De drei Vügelkens)
- König Porco
- Die dankbaren Tiere
- Costantino und seine Katze

Giuseppe Rossi Taibbi und Girolamo Caracausi: Testi neogreci di Calabria. Palermo 1959.
- Der böse Onkel

Esopo Toscano
- Von der Stadtmaus und der Landmaus
- Von dem Löwen und den Mäusen

Paolo Toschi und Angelo Fabi: Fiabe e leggende romagnole. Bologna 1963.
- Das Mönchlein

Gastone Venturelli: Leggende e racconti popolari della Toscana. Rom 1983.
- Das goldene Kalb

Isaia Visentini: Fiabe Mantovane. Torino 1879.
- Der Zauberbrunnen[8]
- Es gibt keinen Teufel mehr[8]
- Die Sprache der Tiere[9] (vgl. Die drei Sprachen)

Anton von Mailly, Sagen aus Friaul und den julischen Alpen. Leipzig 1922.
- Der Hirt und die Fee
- Der Johanniswein

Th. von Seus-Wirwitz
- Der Schatz

Carl Weber: Italienische Märchen in Toscana aus Volksmund gesammelt. Halle 1900.
- Die zwölf Söhne[11] (vgl. Die sieben Brüder)
- Der kleine Elf[11]
- Die sieben Brüder[11] (vgl. Die Schwester und ihre sieben Brüder)
- Die Tochter des Königs von Frankreich[11]
- Die Eselin der alten Frau[11]
- Die Totenmesse für die Mauleselin[8]
- Die Vögel und der Fuchs[8]

Giggi Zanazzo: Tradizioni popolari romane. Vol. I–II. Rom 1907–1910.
- Die hölzerne Maria
- Der tapfere Soldat
- Der Zwiebelgestank

Dolfo Zorzut: Racconti Friulani. Udine 1954.
- Seht zu, daß ihr dem Fremden nichts Böses tut

Weitere Märchen
- Die dankbare Tote (Novella di Messer Dianese e di Messer Gigliotto. Livorno 1871.)[23][3]
- Wie ein armer Bauernjunge sein Glück fand (Novelle inedite di Giovanni Sercambi, tratte dal codice Trivulziano. Torino 1889.)[24][3]
- Der schöne Gherardino (Ezio Levi, Fiore di leggende Nr. I. Bari 1914.)[3]
- Liombruno (Bellissima Istoria di Liombruno. Livorno 1877.)[25][3]
- Seinem Schicksal kann niemand entrinnen (Storia d’una crudel matrigna. In: Scelta di curiosità, dispensa 14. Bologna, Romagnoli 1862.)[3]
- Der kluge Bauersmann[3]
- Der Bauer als Arzt (Opera nuova e da ridere o Grillo medico. Livorno, Giusti 1901.)[26][3]
- Die Ratschläge Salomos (Fiabe di lupi, di fate e di re. Vier Hefte, Cagliari 1924.)[10]
- Deusmi[10]
- Der alte Graf[10]
- Der entflohene Vogel (Fiabe di lupi, di fate e di re. Vier Hefte, Cagliari 1924.)[10]
- Der heilige Georg und der Teufel (Enciclopedia, Band III.)[15]
- Der angenommene Sohn (Hans Karlinger, 1903/1904)[8]
- Der Zauberring (Novellistica Italo-Albanese II.)[8]
- Der Erzähler des Herrn Azzolino (Le cento novelle antiche.)[11]

Weitere Bücher
Märchen europäischer Völker – Märchen aus Italien Spanien und Portugal. Bertelsmann, Gütersloh 1970er.
- Wie ein armer Bauernjunge sein Glück fand
- Seinem Schicksal kann keiner entrinnen
- Der goldene Adler
- Der schlaue Bauersmann
- Die Sirene des Meeres
- König Porco
- Costantino und seine Katze
- Die Prinzessin im Apfel
- Soldatino
- Das Milchmädchen
- Die schöne Rosenblüte
- Die goldene Kugel
- Von dem frommen Kinde
- Die Geschichte von den drei guten Ratschlägen (vgl. Die drei Rathschläge)
- Der entflohene Vogel
- Wie der heilige Antonius den Menschen das Feuer brachte

Italienische Märchen. Verlag Werner Dausien, Hanau 1971.
- Das schlaue Dreizehnterle
- König Traum
- Die silberne Laute
- Das schöne Wirtstöchterlein
- Das Spinnrad, das Schlüsselchen und die sieben Schleier
- Die Prinzessin mit dem Bärenfell
- Eine merkwürdige Geschichte von drei merkwürdigen Soldaten
- Prinz Papagei
- Der sprechende Vogel, das tanzende Wasser und der singende Baum (vgl. De drei Vügelkens)
- Die drei Federn des Vogels Greif (vgl. Der Teufel mit den drei goldenen Haaren)
- Die drei goldenen Kugeln
- Der Gänsehirt
- Die vier Prinzessinnen und der Soldat Armainu
- Fanta Ghiro Siebenschön
- Der Fischerssohn und die Königstochter
- Prinzessin Tamariska
- Der Pfauenkönig
- Der König der sieben Schleier
- Ritter Lionbruno
- Drei Wanderstäbe und sieben Paar eiserne Schuhe (vgl. Die sieben Paar Schuhe aus Eisen und die drei Stöcke aus Holz)
- Der König von Spanien und der englische Lord
- Die kluge Sorfarina

Das Schloss an den goldenen Ketten. Corvina Verlag, 1968, Gyula Ortutay.
- Der dumme Marko
- Der wunderbare Hahn
- Die verwunschenen Königssöhne (vgl. Drei verwunschene Prinzen)
- Die pfiffige Katze
- Das goldene Schachbrett
- Firazzano, der Spaßmacher
- Micco und die Makkaroni
- Es war einmal
- Fata Morgana und der Königssohn
- Quaddaruni und seine Schwester
- Der böse Ratgeber des Königs, der Stoßzahn des Elefanten, der singende Vogel, das tanzende Wasser und die Tochter der Schönheit
- Die sieben Verdrehtheiten (vgl. Die drei Zitronen)

Märchen der Welt, Magnus-Verlag, Essen 1983, Roland W. Pinson.
- Wie der liebe Gott mit einem Spielmann auf die Wanderschaft zog (auch Wie der liebe Gott mit dem Spielmann auf die Wanderschaft zog)
- Die Geschichte von drei verzweifelten Jünglingen und von drei Feen (auch Die Geschichte von drei verzweifelten Jünglingen und drei Feen)

## Malta
Hans Stumme, Maltesische Märchen, 2 Bände, Leipzig 1904.
- Der siebenköpfige Drache (vgl. Der Apfelbaum des Königs)
- Der Fischersohn
- Leila und Keila

Berta Ilg, Maltesische Märchen und Schwänke, 2 Bände, Leipzig 1906/1907.
- Der Prinz, das Mädchen, das Basilikum und die Sterne[10]
- Die kluge Königstochter[10]
- Die Prinzessin, die nur den allerschönsten Prinzen heiraten wollte[10]
- Der stolze König[10]
- Die Frau, die den kranken König heilte[10]
- Der König, der sein Wort brach[10]
- Königin Weltblume und der Zauberer[10]
- Der böse Zauberer und der Apfel[10]
- Die Menschenfresserin[10]
- Der häßliche Riese[10]
- Pfefferchen[10]
- Der Tod und seine Gesandten[10]
- Die Beichtende und der Teufel[10]
- Die Feuerdecke[10]
- Der König und sein Sohn, der Papst wurde[10]
- Der Segen des Vaters[28]
- Die sieben Räuber[28] (vgl. Die beiden Wanderer)
- Die sieben verdrehten Sachen[28] (vgl. Die drei Zitronen)
- Prinz Guttu[28]
- Der geizige Kaufmann, der Gastwirt und der Kapuziner[28]
- Der Jäger und die Zauberin[28]
- Die Weisheit Salomos[28]

## Portugal
Francisco Adolfo Coelho
Contos populares portugueses. Coligidos por F Adolpho Coelho. Lissabon 1879.
- Das väterliche Erbteil
- Der Junge und der Mond
- Gevatter Tod
- Die verirrten Kinder
- Schönchen
- Der Löffelschnitzer
- Das Patenkind des heiligen Antonius
- Die Schlange mit den sieben Köpfen (vgl. Der Apfelbaum des Königs)

Coelho, F Adolfo: Contos nacionais. Terceira edição. Porto 1936 (Erstauflage: 1882 als Contos nacionais para crianças).
- Der Prinz mit den Eselsohren
- Der kleine Hans
- Sohn bist du und wirst Vater werden
- Das betrunkene Küken (auch Der betrunkene Hahn)[30]
- Doktor Grille
- Der Granatbaum des Affen
- Das Beil (vgl. Die kluge Else)
- Die drei Ratgeber des Königs
- Der ungeteue Verwalter
- Wer nicht arbeitet, der nicht ißt, wer nicht ißt, der nicht arbeitet
- Die schwarzgekleideten Damen

Theophilo Braga, Contos tradicionais do povo português. Segunda edição, ampliada. 2 Bände. Lissabon 1914–1915 (Erstauflage: Porto 1883).
- Die Tochter des Maurenkönigs
- Die Steinsuppe
- Die drei Zitronen der Liebe (vgl. Die drei Zitronen)
- Das Ei und der Edelstein
- Die drei Feen
- Bruder Johannes Unbesorgt
- Peter Tunichtgut
- Der Drache mit den sieben Köpfen (auch Der siebenköpfige Drache)[2]
- Die Alte mit den Hühnern
- Die Goldbarren
- Die drei Ratschläge (vgl. Die drei Rathschläge)
- General Fall
- Der arme Schuster
- Der Sack Nüsse
- Die Prinzessin, die alle Rätsel löst
- Prinzessin Carlota
- Gib mir meinen halben Groschen
- Der Zauberer
- Die eigensinnige Ehefrau
- Die goldene Haspel
- Zum Reichsein geboren
- Die Betschwestern
- Die Ohren des Herrn Pfarrer
- Klärchen
- Wie Blinde sehend werden
- Die Fische des Bruders Vorsteher
- Der Schweinehirt

Weitere Sammler
Lucinda Elizabeth Machado de Almeida, Inquérito Linguístico Boléo (unveröffentlichtes Material). Sátão, Viseu 1963.
- Geschichte vom Elend

Bernardino Barbosa, Contos populares de Évora. In: Revista Lusitana. Lissabon 1912–1919.
- Sohn einer Eselin
- Die kleine goldene Kuh

Maria Leonor Carvalhão Buescu, Monsanto. Etnografia e linguagem. Lissabon 1961.
- Der Anstreicher und der Teufel
- Die böse Schwiegermutter

Lois Carré Alvarellos, Contos populares da Galizia. Porto 1968.
- Wer ist der Herr im Hause?
- Ein guter Richter

Joaquim Cardoso de Carvalho, Inquérito Linguístico Boléo (unveröffentlichtes Material). Vilar, Viseu 1964.
- Der Narr und der Advokat

Maria Filomena de Andrade Saraiva de Carvalho, Linguagem e folclore do concelho da Mêda (distr. da Guarda). Algumas notas sobre a linguagem da mulher. Diss. Coimbra 1974.
- Der Werwolf
- Die Flucht nach Ägypten und die Spinne

Luís da Câmara Cascudo, Os melhores contos populares de Portugal. Seleção e estudo de Luis da Câmara Cascudo. Rio de Janeiro 1944.
- Die zwölf Worte der Wahrheit
- Die Mutter des heiligen Petrus

Maria Carolina Saramaga Delgado, O falar de Baleizão. Diss. Lissabon 1970.
- Maria mit dem rotgefärbten Unterrock
- Der Herrgott vom Kapellchen

Jorge Dias, Rio de Onor. Comunitarismo agro-pastoril. Porto 1953.
- Der alte Bauer
- Ein Portugiese in Spanien

Jaime Lopes Dias, Etnografia da Beira. 11 Bände, Lissabon 1926–1971.
- Der Affe und sein Schwanz
- Das nackte Hühnchen

Maria Amélia do Amaral Retto Frias, Vila Chã (Ferreira d’Aves). Etnografia – Linguagem – Folclore. Diss. Lissabon 1956.
- Freitag und Samstag
- Der Jäger

Marília Soares Mourato Lopes Furtado, Inquérito Linguístico Boléo (unveröffentlichtes Material). Flor da Rosa, Portalegre 1971.
- Der König und die Königin

Idalina Serrão Garcia, O falar da Glória do Ribatejo. Diss. Lissabon 1965.
- Der Hase und der Wolf

Ernesto Gonçalves
Quatro contos. Funchal 1970.
- Des Schusters Gitarre
- Die Jungfrau Maria und die Sämänner
- Maiskorn

Histórias de Bisbis. Funchal 1970.
- Der kleine Vogel Bisch-bisch

Maria Luisa Nabinho Henriques, Inquérito Linguístico Boléo (unveröffentlichtes Material). Vale de Espinho, Guarda 1973.
- Die Maurin und ihr Laden

Fernando Resende da Silva Magalhães Lanhas, História do Cajata de Ferro (unveröffentlichtes Manuskript).
- Die Geschichte vom Eisernen Stecken

Clarinda de Azevedo Maia, Os falares fronteiriços do concelho do Sabugal e da vizinha região de Xalma e Alamedilla. Diss. Coimbra 1964.
- Weißblümchen

Maria Lúcia Borba e Maia, O falar da Ilha Terceira. Diss. Lissabon 1965.
- Die Spinne und der Schnupfen

Gentil Marques, Lendas da nossa terra. Lissabon 1955.
- Die Geschichte von den drei verzauberten Maurenmädchen

Lygia Maria da Câmara Almeida Mattos, Ilha de São Miguel. Seu dialecto e literatura popular. Ponta Delgada 1936.
- Die sieben Städte
- Das verzauberte Mädchen

A. Pereira Monteiro, Tradições populares do Marco-de-Canavezes. Porto 1944.
- Die Lügenkette

Edite da Silva Neves, Penedono. Estudo linguístico e etnográfico. Diss. Lissabon 1959.
- Die Wüste des Herrn Pastor
- Die fünf Eier

Francisco Xavier d´Athaide Oliveira, Contos tradicionais do Algarve. 2 Bände, Tavira 1900, Porto 1905.
- Das Geld für den Hausbau
- Der Turm von Babel

Maria Manuela Correia de Sequeira Osório, Inquérito Linguístico Boléo (unveröffentlichtes Material). Quintela de Azurara, Viseu o. J.
- Der gute und der schlechte Christ

Augusto José da Silva Santos Pascoal, Inquérito Linguístico Boléo (unveröffentlichtes Material). Alter do Chão, Portalegre 1968.
- Die Geschichte von der alten Frau

Zófimo Consiglieri Pedroso, Contos populares portugueses. Lissabon 1910.
- Die Spinne

Maria Ermelinda Peixoto, Germil. Notas etnográficas e linguagem. Diss. Lissabon 1968.
- Die vier Söhne
- Der Herrgott und der heilige Petrus in der Scheune
- Der Fuchs und der Hahn (vgl. Der Hahn und der Fuchs)

A. Thomaz Pires, Contos populares. Elvas 1919.
- Das Bäuerlein
- Die naschhafte Fischersfrau
- Wer hat der Königin das Auge ausgeworfen?
- Die Äffinnen

Laureano Prieto, Contos vianeses. Vigo 1958 (Galicische Märchen).
- Der dumme Hans
- Der Knecht, der den Bauern tanzen ließ
- Der Tote als Gast beim Bankett seiner Freunde

Maria Filipe Mariano Ratinho, Monte Gordo. Estudo etnográfico e linguístico. Diss. Lissabon 1959.
- Die alte Frau und der Dieb

Maria Fernanda Baptista da Rocha, Inquérito Linguístico Boléo (unveröffentlichtes Material). Brunheda, Bragança o. J.
- Die Geschichte vom Brasilienheimkehrer

Francisco Serrano, Elementos históricos e etnográficos de Mação. Ferreira do Zêzere (ev. 1935).
- Der König und der Schmied

Thordis von Seuss, Manuskripte und Tonbandaufnahmen aus verschiedenen Ländern.
- Das Patenkind von Antonius dem Einsiedler

Evelina Pereira da Silva, Inquérito Linguístico Boléo (unveröffentlichtes Material). Vila Meã, Viseu o. J.
- Die Geschichte von der Barke Noah
- Der Fuchs und der Wolf (siehe: Der Fuchs im Märchen)

José Leite de Vasconcellos, Contos populares e lendas. 2 Bände, Coimbra 1964, 1969.
- Die kluge Maria[29]
- Der Raub des königlichen Schatzes[29]
- Der Turm von Babylon – wer hineingeht, kommt nicht lebend davon[29]
- Das Findelkind[29]
- Die maurische Wöchnerin von Nisa[29]
- Der Verbannte von Ledão[29]
- Der Kohlenverkäufer[29]
- Für eine arme Seele[15]

Weitere Bücher
Contos populares.
- Geschichte von der kleinen Isabel

Contos Lugo.
- Die drei Ratschläge (vgl. Die drei Rathschläge)
- Die Spiegeleier
- Der Sturzflug des heiligen Antonius (auch Der Schützling des heiligen Antonius)
- Die Mahnungen des Todes
- Die Absicht genügt
- Wie der Teufel dem Pächter half
- Freude, Sauberkeit und Respekt
- Liebe unter Eheleuten
- So Gott will
- Das Geheimnis
- Der Müller und der Schankwirt in der Hölle
- Der Andalusier und der Galicier
- Die Burgruine von Baran
- Die Geschichte von Roland und den drei Näherinnen von Puxares

Märchen europäischer Völker – Märchen aus Italien Spanien und Portugal. Bertelsmann, Gütersloh 1970er.
- Die Geschichte vom tölpelhaften Mann

## Portugal/Spanien
Märchen der Welt, Magnus-Verlag, Essen 1983, Roland W. Pinson.
- Die Abenteuer des Wolfes

Märchen der Völker – Spanien – Portugal. Magnus Verlag, Essen, nacherzählt von Bodo von Petersdorf.
- Der Taufpate
- Die Opfergabe
- Von der Barmherzigkeit Christi
- Christus, St. Peter und der Spieler
- Jesus, der Arme und der Reiche
- Von Juan Espera-en-Dios, dem ewigen Juden
- Das eitle Vögelein, das gewitzigt ward
- Hans Reich und der Tod
- Juan Soldado
- Das Ohr des Lucifer
- Das Glück und das Unglück
- Die beiden Mädchen
- Der treue Gefährte
- Die drei Liebes-Pomeranzen (vgl. Die drei Zitronen)
- Die jüngste Tochter
- Aschenputtel
- Das jüngste Kind
- Die schöne Stieftochter
- Der entzauberte Königssohn
- Die drei Almosen
- Der Hahnenstein
- Die drei Tierbrüder

Das Schloss an den goldenen Ketten. Corvina Verlag, 1968, Gyula Ortutay.
- Der Lohn der Ehrlichkeit

## Spanien
Antoni Maria Alcover
- Der Alte in der Hütte[36]
- Die Ratschläge des Königs Salomon[36]

Aplec de rondayes mallorquines d’En Jordi des Recó (Erstauflage: 6 Bände, 1896–1913).
- Sieben-Mensch und Sieben-Buckel[37]
- Der blühende Brunnenrand[37]
- Die Schönheit der Welt[38]
- Die drei Brüder und die neun Riesen[38] (vgl. Simeliberg)
- Die Wunderblume Romanial[38]
- Der Abt von La Real[38]
- Der Räuberlehrling[38]
- Das Mädchen Espirafocs[38]
- Das siebenfarbige Pferdchen[38] (vgl. Die Prinzessin auf dem gläsernen Berg und Die beiden Wanderer)
- Der Platz vorn und der Platz hinten[38]
- Juan von der Zauberflöte[38]
- Das Vöglein mit den sieben Zungen[38] (vgl. De drei Vügelkens)
- Peter-ohne-Furcht[38]
- Papst Gregor[38]
- Stich und Beiß[38]
- Das Licht der Welt[38]
- Die Gräfin ohne Arme[10]

Les millors rondalles de Mallorca. Ciutat de Mallorca 1946.
- Die Tochter des Köhlers

Joan Amades
- Das Schloß Hinein und nicht heraus[37]
- Die Schwiegermutter des Teufels[37]
- Der Aal, der sprechen konnte[37]
- Der Jäger und die Schlange[37]
- Maria Roseta[37] (auch Der junge König und Maria Rose)[39]
- Die drei Fragen[37]
- Die Bohne[36]
- Die Distelblüte[36]
- Der Riese mit der Warze[36]
- Hans wie einundzwanzig[36]
- Die bucklige Prinzessin[36]
- Die Amsel, die Füchsin und der Hund[36] (siehe: Der Fuchs im Märchen)
- Der Gockelhahn, die Marieta und die Marió[36]
- Der Bär, die Füchsin und der Schmied[36]
- Gevatter Wolf, Gevatterin Fuchs und die Kröte[36] (siehe: Der Fuchs im Märchen)
- Die Hochzeit des Herrn Laus und Frau Floh[36]
- Gevatter Wolf und die Sau[36]
- Der Löwe, die Löwin, der Ochse, das Pferd und der Fuchs[36]
- Das Land der Schwachköpfe[36]
- Der geschickte Dieb[36]
- Ein Weinstock war ich und ein Weinstock ich bin[36]
- Die drei faulen Brüder[36]
- Das Hirsekorn[36]

Folklore de Catalunya. Rondallística. Barcelona 1950.
- Das Licht der Welt[38] (auch Vom Licht der Welt)[39]
- Das Schiff, das zu Wasser und zu Land fahren konnte[38] (vgl. Das fliegende Schiff)
- Goldzahn[38]
- Der Lügensack[10]
- Die drei Brüder[10]

Llano Roza de Ampudia
- Der Verleumder
- Franciskita
- Die drei Brüder
- Der Hirt
- Wie der Wolf bestraft wurde
- Frau Elend
- Der Arzt und der Tod
- Der Mann, der keine Almosen gab
- Der Zwerg
- Peters drei Geschenke
- Der Zaubermeister
- Hans Einundeinhalb
- Die drei Nachbarn
- Das Mädchen und die Feldschlange

Aurelio Macedonio Espinosa
- Die Basilienpflanze
- Das Rätsel
- Hans Soldat und die Prinzessin (auch Der Soldat und die Prinzessin von London[39] oder Der Soldat und die Prinzessin[40])
- Der Ungläubige und der Totenkopf
- Die schwarze Ziege
- Der Drache vom Rosenstrauch (auch Der Drache im Rosenstrauch)[2]
- Das seltsamste Ding der Welt
- Petri Patenkind
- Der Geist des Pfarrers
- Das Mädchen ohne Arme
- Der geizige Reiche
- Die drei Ratschläge (vgl. Die drei Rathschläge)
- Die gefräßige Frau
- Der Kopf der Toten
- Der Teufel als Lehrer
- Die drei Kleider
- Die Leber des Toten
- Die Prinzessin als Äffin
- Die Flöte, die alle zum Tanzen brachte

Felix Karlinger, Sammlung Karlinger.
- Gevatter Wolf und die Geißlein[37]
- Die treue Frau[37]
- Das schwarze, das rote und das weiße Haar[37]
- Comte Arnau[37]
- Das wundertätige Madonnenbild[37]
- Die Fee des Meeres[36]
- Das geheimnisvolle Kaninchen[36]
- Vom Hahn, der nach Rom ging, um Papst zu werden[36]
- Die Geschichte vom jungen Priester[36]
- Die drei Begleiter[36]
- Der Engel, der in Gestalt eines Pferdes erschien[36]
- Von Feen im Roussillion[36]
- Der Schimmel als Zeuge[36]
- Der Werwolf[36]
- Wie die WIlde Jagd entstand[36]
- Der dankbare Sklave[41]
- Das Zicklein mit einem silbernen und einem goldenen Horn[41]
- Die Tochter des Laminak[41]
- Der Hirt und der böse Laminak[41]
- Der brave Prinz und die böse Prinzessin[41]
- Die Wallfahrt der Tiere[41]
- Der betrogene Liebhaber[41]
- Von der Höhle Hinein-und-nicht-heraus[38]
- Die Frau, die auszog, sich ihren Mann zurückzuerobern[38]
- Von den drei Brüdern, die als Sklaven ins Land der Mauren kamen[38]
- Der Sohn des Fischers und der Delphin[38] (auch Der Fischerssohn und der Gevatter Delphin[39] oder Der Fischer und der Delphin[40])
- Von der Frau des Delphins[38]
- Von der Erschaffung der Ziegen und Wölfe[15]

Noël, Sammlung Noël.
- Die Zauberquelle[36]
- Der Grünbart[36]
- Der Bärensohn[36]
- Das Haus der Tiere[36]
- Engel stützen eine Brücke[36]
- Strafe und Lohn[36]
- Vom Mädchen, das nur nein sagen konnte[36]
- Der Herr des Waldes und seine Frau[41]
- Der erlöste Königssohn[41]
- Der Rat des Hirsches[41]
- Der Ritter im Paradies der Tiere[41]
- San Virila[41]
- Ichselber[41]
- Der Matrose und die Kapitänswitwe[41]
- Der Esel, der Fuchs und der Wolf[41] (vgl. Der Fuchs und das Pferd)
- Der hereingefallene Schatzsucher[41]

S. Hernández de Soto, Cuentos populares de Extremadura recogidos y anotados. Madrid 1886.
- Die drei Apfelsinen mit einem Sprung
- Die drei Nelken (auch Das schöne Mädchen und die drei Nelken[39] oder Drei Nelken[40])
- Der Zauberer Palermo (auch Der Prinz und der Zauberer Palermo)[39]
- Die Schönheit der Welt
- Der verwundete Vogel
- Die drei Hunde
- Der weiße Papagei (auch Der weisse Papagei)[40]
- Die Waschfrau
- Der Diamantenvogel (vgl. Vogelkopf und Vogelherz)

Wentworth Webster, Basque legends. London 1879.
- Der singende Baum, der Vogel, der die Wahrheit sagt, und das Wasser, das jung macht (vgl. De drei Vügelkens)
- Die Feenkönigin als Patin
- Die Dienerin der Fee
- Prinz Drache
- Vierzehn
- Die Schwester und ihre sieben Brüder
- Mahistruba, der Kapitän
- Ezkabi-Fidel
- Juan Dekos, der Dummkopf
- Tabakiera, die Schnupftabakdose
- Das Taubenmädchen und sein Kamm
- Das hübsche aber faule Mädchen
- Der Fischer und seine Söhne
- Basa-Jauna, der wilde Mann
- Der dankbare Tartaro und die Heren-Suge
- Der Tartaro und Klein-Perroquet
- Die Witwe und ihr Sohn
- Die Geschichte von dem härenen Hund
- Die Hexe und das Neugeborene
- Der Wechselbalg
- Der arme Soldat und der reiche Mann
- Der Schulbub
- Die Mutter und ihr einfältiger Sohn, oder der kluge Dieb
- Das verleumdete und verachtete Mädchen
- Der Esel und der Wolf
- Acheria, der Fuchs (siehe: Der Fuchs im Märchen)
- Errua, der Narr
- Der betrogene Priester

Weitere Sammler
Machado y Alvarez
- Königin Rose oder der kleine Thomas

Gino Bottiglioni, Vita sarda. Note di folklore, canti e leggende. Mailand 1925.
- Das Wunder von unserer Frau von Valverde
- Der Schatz von Montistiru

Fernán Caballero
- Der Ritter vom Fisch
- Vom halben Hähnchen (auch Der halbe Hahn)[2]
- Frau Fortuna und Herr Geld (auch Die Wette der Frau Fortuna[40] oder Frau Glück und Herr Geld)

Francisco Camps y Mercadal, Folk-lore menorquin. Mahón 1918.
- Rauben als Buße

Luis L. Cortes y Vazquez, Cuentos populares en la Ribera del Duero. Salamanca 1955.
- Die zwölf Antworten (vgl. Die zwölf Worte der Wahrheit)

Roger Dévigne, Le légendaire des Provinces Françaises à travers notre folklore. Paris 1978.
- Die drei Wellen

Andreu Ferrer i Ginart, Rondaies de Menorca. Ciutadella 1914.
- Vom Schuster, der einen Pfennig schuldig war[37]
- Die kleine Zecke[36]

Xavier Goiri Bordes, Cuentos populares del País Vasco. Pamplona 1964.
- Der Turm zu den Sternen
- Geschichte von einfältigen Hirten
- Die Frau ohne Hände
- Wie ein eingebildeter Wolf bestraft wurde
- Der Pfarrer beim Hexensabbat

José Hofman Blanco, Antología de cuentos populares de Europa. Valparaiso 1976.
- Das Mädchen im Tierfell
- Der Bärensohn
- Die geizigen Brüder

Felix Karlinger und I. Übleis, Südfranzösische Sagen. Berlin 1974.
- Unter der Brücke von Utsela
- Der Topf der Laminak
- Die Meernixe
- Der hilfreiche Bär

Ramón Llull, Llibre de les Bèsties (dt. Ausgabe: Die treulose Füchsin. Freiburg 1953.).
- Der Fischreiher und der Krebs
- Der Einsiedler und die Fallgrube

Francesc Maspons y Labrós, Lo rondallayre. Quentos populares catalans. 1–3. Barcelona 1871–1874.
- Der stumme Prinz

Fernando Palazzi, Enciclopedia della Fiaba, vol. 3: Fiaba e Leggende dell’Europa occidentale. Mailand 1964.
- Der See von Biarritz
- Dominus tecum

Laureano Prieto, Contos Vianeses. Vigo 1958.
- Die heilige Dora
- Hans Soldat
- Peter Körklein

Ludwig Salvator, Rondayes de Mallorca. Würzburg 1895 (dt.: Märchen aus Mallorca. Würzburg 1896.).
- Die Feuerbläserin[38]
- Die Wasserfrau[38]
- Der Wagen aus Gold[38]
- Der Mann, der Bäume stutzte[38]
- Der Hirte des Brunnens von Ses Basses[38]
- Der blinde Maure[38]
- Der Sklaven-Patron[38] (auch Der Sklavenpatron)[38]
- Das Kettchen[10]
- Der Mann, der in einen Esel verwandelt wurde[10]

Thordis von Seuss, Sammlung von Seuss.
- Ein Schiff zu Wasser und zu Lande[36] (vgl. Das fliegende Schiff)
- Die Kinder und der Bär[36]
- Die Flucht ins Feenland[36]
- Die Heilung des Kaisers[36]
- Vom blinden Mädchen[36]
- Geschichte einer Flucht[36]
- Der Traum und seine Erfüllung[36]
- Von der Heiligen Jungfrau Maria[38]
- Von den Eltern, die ihre Kinder dem Teufel verkauften[38]
- S. Magi[38]
- Die Gräfin ohne Arme[38]
- Die drei himmlischen Gaben der heiligen Teresa[15]
- S. Guiem[15]

René Thomasset, Contes et légendes du Pays Basque. Paris 1954.
- Die zwei Fuhrmänner

Weitere Märchen
- Der Tod[36]
- Gib mir hundert![36]
- Vom Bruder, der eine Schlange zur Schwester hatte (Bilbao 1932)[41]
- Der Bär und der Klosterbruder (Pamplona 1961)[41]

Weitere Bücher
Märchen europäischer Völker – Märchen aus Italien Spanien und Portugal. Bertelsmann, Gütersloh 1970er.
- Die Neugierige
- Die Hexe von Granada
- Die verzauberte Prinzessin

Spanische Volksmärchen. Artia Verlag, Prag 1973.
- Vom geschickten Zicklein
- Leben und Tod der unvorsichtigen Maus
- Die goldene Kutsche
- Käferchen und der junge König
- Das wertvollste Ding unter der Sonne
- Die Schweinehirtin und Prinz Wolf (auch Die Hirtin und der Wolf)[40]
- Juan und der goldene Ring
- Der Prinz mit den Eselsohren
- Die spanische Prinzessin und Prinz Häschen
- Die Prinzessin, die bis ans Ende der Welt ging
- Der Fischer und der dankbare Maure
- Der König und die Tochter von Sonne und Mond
- Die Prinzessin und der Vogel Hundertfeder
- Gold und Glück
- Die Prinzessin und der schlafende König
- Der Prinz und die Prinzessin Wunderschön (auch Prinzessin Wunderschön)[2]
- Der blinde Maure und der treue Sklave
- Die schöne Catalineta und der Wal (auch Katalineta und der Wal)[40]
- Die Prinzessin und Juan Schafftfürzwei
- Vom Grenadier, der Offizier wurde

Spanische Volksmärchen. Artia Verlag, Prag 1990; erzählt von Václav Cibula.
- Das dickste Buch der Welt
- Von der unzufriedenen Franziskita
- Die drei Brüder aus Galicien (vgl. Die drei Handwerksburschen)
- Von Mäusen, die Eisen frassen
- Die wertvollste Sache der Welt
- Von der Frau, die nicht essen wollte
- Die Zauberflöte
- Das Geheimnis
- Vom einfältigen Mann (auch Das Märchen vom einfältigen Mann)[2]
- Das Froschpüppchen
- Von der gezähmten Braut
- Der Affe und der Apfelbaum (vgl. Der Granatbaum des Affen)
- Das Märchen vom Zauberpfeifchen

Aus dem Graf Lucanor des Juan Manuel
- Der Mohrenkönig
- Die drei Ritter
- Die treuen Ritter
- Der Sprung des Königs
- Von zwei entgegengesetzten Frauen
- Der Graf und der Sultan
- Was einem Könige mit drei Schälken begegnet
- Der Goldmacher
- Die feindlichen Pferde
- Die schreckhafte Schwester
- Der Reiche und der Teufel
- Der Zauberer
- Das Herz des Reichen
- Was Gott tut, ist wohlgetan
- Der Prinz und der Philosoph
- Die drei Söhne
- Der Adler und der Falke
- Der Günstling
- Vom Bauer und seinem Sohn
- Die Seele
- Rabe und Fuchs
- Die Schwalbe
- Der Schatz auf dem Rücken
- Frau Lustig
- Die beiden Reichen
- Hahn und Fuchs
- Die Rebhühner
- Die Einladung